# Jean Colombier (rugby à XV)
Pour les articles homonymes, voir Jean Colombier et Colombier.
Pas d'image ? Cliquez ici

a Compétitions nationales et continentales officielles uniquement.

b Matchs officiels uniquement.
Jean Colombier, né le 28 mars 1928 à Saint-Junien (Haute-Vienne) et mort le 8 juin 2013 dans la même ville, est un joueur français de rugby à XV, qui a joué avec l'équipe de France au poste de trois-quarts aile.

## Biographie
Jean Colombier commence le rugby à l'AS Saint-Junien en 1946 qu'il quitte en 1948 pour effectuer son service militaire au 126e RI où il signe une licence au CA Brive.
 
Ce solide et bon défenseur et excellent finisseur s'impose immédiatement au sein de son nouveau club qui effectue l'une de ses meilleure saison. 
En 1949, son service militaire terminé, il retourne dans son club d'origine. 

Grâce à ses qualités il est sélectionné 3 fois en équipe de France alors que son club n'évolue qu'en seconde division.
 
Il dispute son premier test match le 16 février 1952 contre l'équipe d'Afrique du Sud et le dernier contre l'équipe d'Angleterre le 5 avril 1952. 

Il est Champion de France de 2e division en 1961 et met un terme à sa carrière en 1965.
 
Il élève ensuite des chevaux et poursuit la compétition dans les concours de saut d'obstacles.

## Palmarès
- Sélections en équipe nationale : 3.
- Vainqueur du Champion de France 2e division en 1961.